# 洛伦佐·贝尔纳德
洛伦佐·贝尔纳德（義大利語：Lorenzo Bernard，1997年3月25日—），男，意大利自行车、赛艇运动员。他曾代表意大利参加2020年和2024年夏季残疾人奥林匹克运动会，获得一枚铜牌。